# Ctenocolletes nicholsoni
Ctenocolletes nicholsoni is een vliesvleugelig insect uit de familie Stenotritidae. De wetenschappelijke naam van de soort is voor het eerst geldig gepubliceerd in 1929 door Cockerell.